# Milan Muškatirović
Milan Muškatirović (* 9. März 1934 in Bihać; 27. September 1993 in Belgrad) war ein jugoslawischer Wasserballspieler. Er gewann bei Olympischen Spielen eine Silbermedaille und bei Europameisterschaften zwei Silbermedaillen.

## Karriere
Der 1,92 m große Torhüter Milan Muškatirović spielte für VK Partizan Belgrad und wurde mit diesem Verein mehrfach jugoslawischer Meister.
Seine internationale Karriere begann bei der Europameisterschaft 1958 in Budapest. Die jugoslawische Nationalmannschaft siegte in allen Partien der Vorrunde. Das 3:5 gegen die Ungarn in der Zwischenrunde nahmen die Jugoslawen mit in die Endrunde. Nach einer 2:3-Niederlage gegen die Sowjetunion, genügte den Jugoslawen ein 3:2-Sieg über Italien für den zweiten Platz hinter den Ungarn bei Punktgleichheit mit der sowjetischen Mannschaft und den Italienern. 1959 trat der Student der Universität Belgrad bei der Universiade in Turin an und gewann dort mit der jugoslawischen Mannschaft. Bei den Olympischen Spielen 1960 in Rom gewannen die Jugoslawen ihre Vorrundengruppe und ihre Zwischenrundengruppe. Mit zwei Niederlagen in der Finalgruppe fielen die Jugoslawen auf den vierten Platz zurück hinter Italien, Sowjetunion und Ungarn. Milan Muškatirović hütete in allen sieben Partien das Tor.
1962 bei der Europameisterschaft in Leipzig spielten die Jugoslawen in der Zwischenrunde 3:3 gegen die sowjetische Mannschaft und erreichten die Finalrunde trotz einer Niederlage gegen die niederländische Mannschaft. Während die sowjetische Mannschaft in der Finalrunde zweimal Unentschieden spielte, unterlagen die Jugoslawen den Ungarn mit 2:3 und siegten gegen die DDR-Auswahl mit 1:0. Damit lagen die sowjetische Mannschaft und die Jugoslawen punktgleich und mit der gleichen Tordifferenz hinter den Ungarn und belegten somit beide den zweiten Platz. 1963 belegte Muškatirović mit der jugoslawischen Mannschaft bei den Mittelmeerspielen in Neapel den zweiten Platz hinter den Italienern. Bei den Olympischen Spielen 1964 in Tokio war Milan Muškatirović weiterhin Stammtorhüter und wurde in sechs Spielen eingesetzt, Karlo Stipanić kam zu vier Einsätzen. Die jugoslawische Mannschaft gewann sechs ihrer sieben Spiele, das Spiel gegen die Ungarn endete 4:4. Die Ungarn gewannen die Goldmedaille wegen der besseren Tordifferenz vor den Jugoslawen.
Milan Muškatirović war nach seiner Leistungssportkarriere Professor für Organische Chemie an der Universität Belgrad.